# 奧斯汀汽車
奧斯汀汽車（The Austin Motor Company Limited）是英國的一家已解散的汽車公司，創建於1905年，創業者是赫伯特·奧斯汀。1952年，奧斯汀汽車和莫里斯汽車合併為英國汽車公司，但仍以自己的品牌銷售至1987年。在經過2005年7月的轉讓之後，現在奧斯汀汽車商標由上海汽車集團所有。